# Évelyne Bouix

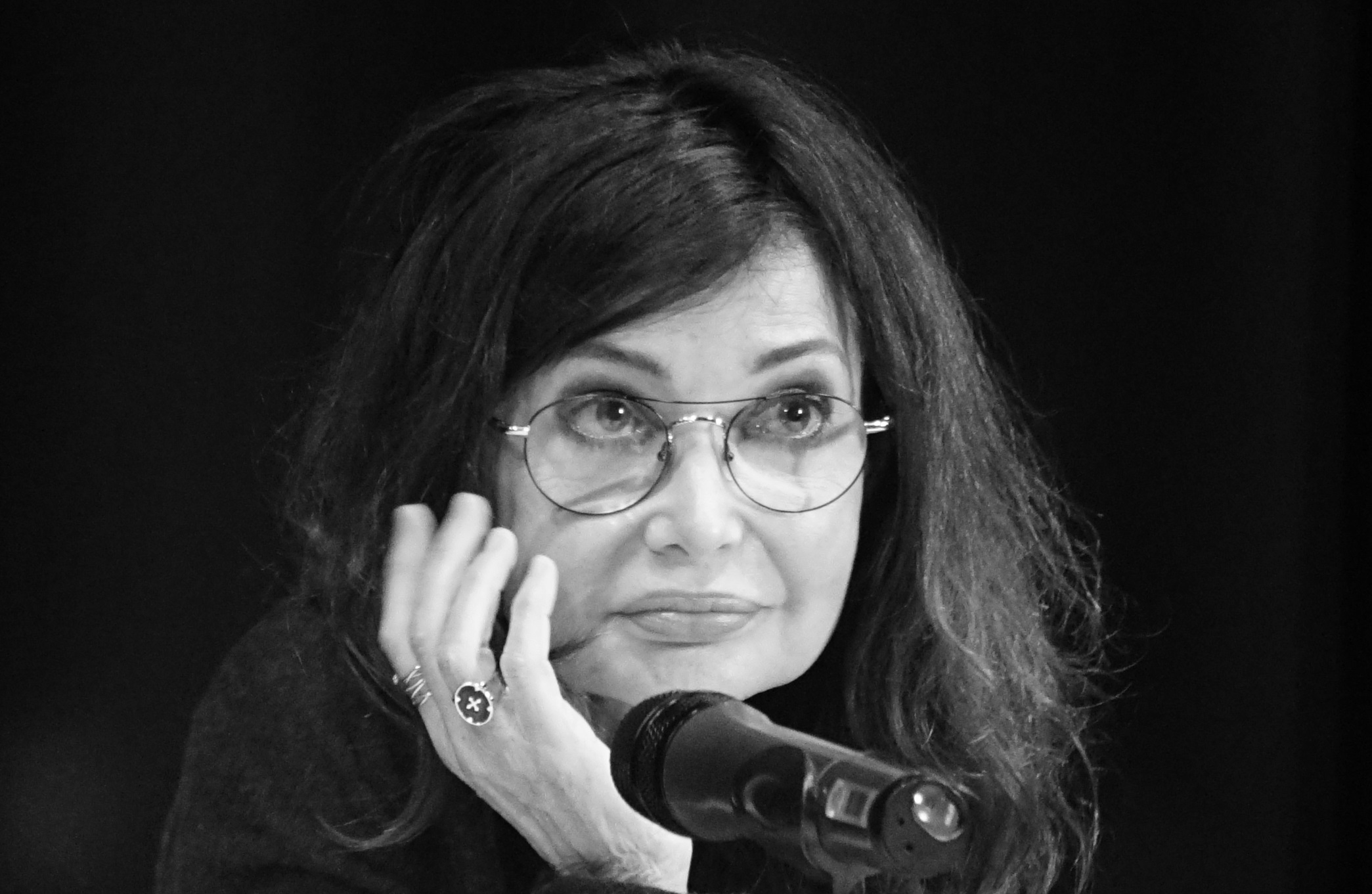
Évelyne Bouix (2018)

Évelyne Lina Madeleine Bouix (* 22. April 1953 in Charenton-le-Pont, Val-de-Marne) ist eine französische Theater- und Filmschauspielerin.

## Leben
Bouix besuchte das Lyzeum in Montgeron. Einer ihrer Lehrer erkannte ihr Schauspieltalent und brachte sie nach Paris, wo sie mit 16 Jahren an der Comédie-Française unter der Regie von Pierre Dux debütierte. Sie studierte anschließend Schauspiel im Centre d’art dramatique de la rue Blanche und stand fortan regelmäßig auf der Theaterbühne. In Die wilden Mahlzeiten (1977), einem ihrer ersten Filme, spielte sie an der Seite von Gérard Depardieu. Es folgten zahlreiche Nebenrollen in Kino- und Fernsehproduktionen. 1980 heiratete sie den Regisseur Claude Lelouch, der sie in mehreren seiner Filme besetzte, so etwa in Ein jeglicher wird seinen Lohn empfangen … (1981) und Weggehen und wiederkommen (1985). In Lelouchs Filmbiografie Edith und Marcel (1983) verkörperte Bouix Édith Piaf. Robert Hossein gab ihr die Rolle der Fantine in seiner Verfilmung von Victor Hugos Die Elenden, Die Legion der Verdammten. In dem von Édouard Molinaro inszenierten Fernsehzweiteiler Rausch der Verwandlung (1988) nach dem gleichnamigen Roman von Stefan Zweig spielte sie die weibliche Hauptrolle an der Seite von Mario Adorf. Unter Molinaros Regie verkörperte sie 1996 auch die Malerin Élisabeth Vigée-Lebrun in dem Kostümfilm Beaumarchais – Der Unverschämte mit Fabrice Luchini in der Titelrolle.
Aus Bouix’ Ehe mit Lelouch, die 1985 in Scheidung endete, stammt die gemeinsame Tochter Salomé Lelouch, die ebenfalls als Schauspielerin tätig ist. Im Mai 2010 heiratete Bouix den Schauspieler Pierre Arditi, mit dem sie zuvor 25 Jahre liiert war und mit dem sie auch mehrfach gemeinsam vor der Kamera und auf der Theaterbühne stand.

## Filmografie (Auswahl)
- 1977: Die wilden Mahlzeiten (René la canne)
- 1979: Jean le bleu (TV-Film)
- 1979: Rien ne va plus
- 1981: Ein jeglicher wird seinen Lohn empfangen… (Les uns et les autres)
- 1982: Die Legion der Verdammten (Les misérables)
- 1983: Edith und Marcel (Édith et Marcel)
- 1984: Viva la vie – Es lebe das Leben (Viva la vie!)
- 1985: Weggehen und wiederkommen (Partir, revenir)
- 1986: Ein Mann und eine Frau – 20 Jahre später (Un homme et une femme, 20 ans déjà)
- 1986: Der Verräter (Un métier du seigneur) (TV-Film)
- 1988: Rausch der Verwandlung (TV-Film)
- 1989: Radio Corbeau – Der Rabe packt aus (Radio Corbeau)
- 1990: Bienvenue à bord!
- 1991: Blaue Hefte (Les cahiers bleus) (TV-Film)
- 1991: Der Himmel über Paris (Le ciel de Paris)
- 1992: Lucas (TV-Film)
- 1993: Alles für die Liebe (Tout ça… pour ça!)
- 1996: Beaumarchais – Der Unverschämte (Beaumarchais, l’insolent)
- 1998: Dr. Berg – Nur das Leben zählt (TV-Film)
- 2000: Un morceau de soleil (TV-Film)
- 2003: Remake
- 2005: L’empire du tigre (TV-Film)
- 2008: Chez Maupassant (TV-Serie, eine Folge)
- 2008: Musée haut, musée bas
- 2009: Mensch
- 2011: Les belles sœurs (TV-Film)
- 2013: Le sang de la vigne – Les veuves soyeuses (TV-Reihe, eine Folge)
- 2017: Quelque chose a changé (TV-Film)
- 2018: Capitaine Marleau – Le jeune homme et la mort (TV-Reihe, eine Folge)
- 2019: Moi, Grosse (TV-Film)

## Theaterauftritte (Auswahl)
- 1970: Malatesta – Comédie-Française
- 1970: L’homme qui rit – Théâtre de l’Est Parisien
- 1974: Der Unbesonnene (L’étourdi ou les contretemps) – Théâtre de l’Est Parisien
- 1974: Der Geizige (L’avare) – Théâtre Edouard VII
- 1988: Das einzig Wahre (The Real Thing) – Théâtre Montparnasse
- 1998: Le mari, la femme et l’amant
- 2007: Eine gebrochene Frau (La femme rompue) – Théâtre de l’Atelier
- 2010: Suspection – Théâtre du Rond-Point
- 2014–2016: Die Lüge (Le mensonge) – Théâtre du Jeu de Paume, Théâtre Édouard VII

## Auszeichnungen
- 1999: Chevalier de l’Ordre des Arts et des Lettres (Ritterkreuz des Ordens der Künste und der Literatur)[2]